# Lacropte
Lacropte – miejscowość i gmina we Francji, w regionie Nowa Akwitania, w departamencie Dordogne.
Według danych na rok 1990 gminę zamieszkiwały 562 osoby, a gęstość zaludnienia wynosiła 21 osób/km² (wśród 2290 gmin Akwitanii Lacropte plasuje się na 668. miejscu pod względem liczby ludności, natomiast pod względem powierzchni na miejscu 335.).